# Grzegorz Wróblewski
Grzegorz Wróblewski (ur. 1962 w Gdańsku) – poeta, malarz i dramaturg.

## Życiorys
Publikował w wielu antologiach i pismach literackich, m.in. w „Wezwaniu”, „Obecności”, „NaGłosie”, „brulionie”, paryskiej „Kulturze”, paryskim „Kontakcie”, „Dekadzie Literackiej”, „Tygodniku Powszechnym”, „Kartkach”, „FA-arcie”, „Opcjach”, „Kwartalniku Artystycznym”, „Pograniczach”, „Nowym Nurcie”, „Akcencie”, „Odrze”, „Twórczości”, „Arteriach”, „Nowym Dzienniku”, "dwugodniku"; w duńskich pismach „Ildfisken”, „Hvedekorn”, „Banana Split”, „Information”, „Øverste Kirurgiske”, „Apparatur”; w Bośni i Hercegowinie w pismach „Kolaps”, „Album”, „Diwan”; w „Libra Libera” (Chorwacja); w pismach brytyjskich „London Magazine”, „Magma Poetry”, „Poetry Wales”, „Parameter Magazine”, „streetcake magazine”, „Cambridge Literary Review”, „Poetry London”, „Granta”; oraz amerykańskich i australijskich „Chicago Review”, „Mississippi Review”, „Lyric Poetry Review”, „Eclectica”, „Word Riot”, „Burnside Review”, „Common Knowledge”, „Absinthe-New European Writing”, „3rd bed”, „Practice: New Writing + Art”, „The Mercurian – A Theatrical Translation Review”, „Exquisite Corpse”, „Underground Voices”, „Postmodern Culture”, „ACTION YES”, „The Nation”, „Denver Quarterly”, „AGNI Online”, „West Wind Review”, „Seneca Review”, „Colorado Review”, „Otoliths”, „Jacket Magazine”, „Jacket2”, „The Brooklyn Rail”, „Asymptote”, „Anomalous”, „Pleiades”, „CounterPunch”, „The Los Angeles Review”, „Fishouse”, „Inventory”, „Mantis”, „6x6”, „Copper Nickel”, „Tripwire”, „Past Simple”, „Antioch Review”, "Field", "Lana Turner".
Dwukrotnie wyróżniony w Konkursie na Brulion Poetycki (1990, 1992), nagroda w konkursie literackim wydawnictwa Brøndum/Aschehoug (Kopenhaga 1995), stypendia literackie Duńskiej Rady Literatury (Dansk Litteraturrådet – 1999, 2002, 2004) i Duńskiej Państwowej Fundacji Sztuki (Statens Kunstfond – 2000, 2003, 2005, 2015). Nominowany przez The Brooklyn Rail do nagrody Pushcart Prize 2015, przez Ugly Duckling Presse do Pushcart Prize 2016; nominacja the Science Fiction Poetry Association’s 2016 Dwarf Stars Award (USA) na najlepszy utwór w kategorii wiersza spekulatywnego opublikowanego w 2015 r.
Należy do Duńskiego Związku Pisarzy (Dansk Forfatterforening).
Tłumaczony m.in. na język duński, angielski, czeski, słowacki, węgierski, słoweński, wietnamski, norweski, szwedzki, rosyjski, hiszpański i niemiecki.
Od 1985 mieszka w Kopenhadze.

## Twórczość

### Wiersze w antologiach
- Po Wojaczku 2, „bruLion i niezależni” (Warszawa 1992)
- „Macie swoich poetów” – liryka polska urodzona po 1962 roku (Warszawa 1996)
- „Zwischen den Linien”, Eine polnische Anthologie (Postskriptum, Hannover 1996)
- „Długie pożegnanie” – Tribute to Raymond Chandler (Kraków 1997)
- „Bile propasti”, Antologie soucasne polske poezie (Host/Weles, Brno 1997)
- „ANTOLOGIA” (Oficyna Literacka, Kraków 1999)
- „Antologija poljskih pesnikov” (Apokalipsa 39/40/41, Ljubljana 2000)
- „Antologia nowej poezji polskiej, 1990-1999” (Wyd. Zielona Sowa, Kraków 2000)
- 14.44 (Biuro Literackie Port Legnica, Legnica 2000)
- „Altered State: The New Polish Poetry” (Arc Publications, Todmorden, Wlk. Brytania 2003)
- „Carnivorous Boy Carnivorous Bird” (Zephyr Press, Brookline, USA 2004)
- „Poza słowa, Antologia wierszy 1976-2006” (słowo/obraz terytoria, Gdańsk 2006)
- „A Generation Defining Itself – In Our Own Words Vol. 7" (MW Enterprises, USA 2007)
- „Polnische Poesie nach der Wende – Generation '89" (Hamburg 2008)
- „Ordløst” (The Danish Writers’ Union, 2009)[1]
- „Herfra min verden går” (Dansk PEN, Copenhagen 2009)
- „Wykonano w Polsce” (Wahazar, Moskwa 2009)
- „Wiersze polskie po 1918 roku. Pogoda ziemi” (2010)
- „Poeci i poetki przekraczają granice” (FA-art., Katowice 2011)
- Poesia a contragolpe (Prensas Universitarias de Zaragoza 2012)
- „Encyklopedia polskiej psychodelii” (Wydawnictwo Krytyki Politycznej, Warszawa 2013)
- 100 wierszy polskich stosownej długości (Biuro Literackie, Wrocław 2015)
- „Przewodnik po zaminowanym terenie” (Helikopter, OPT, Wrocław 2016)
- „Dwarf Stars 2016” (Science Fiction Poetry Associacion, USA 2016)
- „Eclectica Magazine Best Poetry” (Albuquerque, New Mexico, USA 2016)
- "Zawrót głowy, antologia polskich wierszy filmowych" (Asynchron, Łódź 2018)
- "Wolny wybór. Stulecie wierszy 1918-2018" (WBPiCAK, Poznań 2018)
- "Fafnir's Heart. World Poetry in Translation" (Bombaykala Books, Mumbai, Indie 2018)
- "Strefa wolna" (Warszawa 2019)
- "Odwrócona strefa" (Biuro Literackie, 2021)

### Zbiory wierszy
- Ciamkowatość życia (1992, 2002), ISBN 83-85339-07-8, 83-86735-85-6
- Planety (1994), ISBN 83-85339-24-8.
- Dolina królów (1996), ISBN 83-902949-3-1.
- Symbioza (1997), ISBN 83-907787-1-8.
- Prawo serii (2000), ISBN 83-87531-14-6.
- Pomieszczenia i ogrody (2005), ISBN 83-7009-452-X.
- Noc w obozie Corteza (2007), ISBN 978-83-60746-02-8.
- Pan Roku, Trawy i Turkusów (2009), ISBN 978-83-60406-09-0.
- Kandydat (2010), ISBN 978-83-924251-3-7.
- Dwie kobiety nad Atlantykiem (2011), ISBN 978-83-235-0905-9.
- Wanna Hansenów (2013), ISBN 978-83-62717-91-0.
- Kosmonauci (2015), ISBN 978-83-63129-87-3.
- Choroba Morgellonów (2018), ISBN 978-83-65772-26-8.
- Implanty (2018), ISBN 978-83-62733-71-2.
- Runy lunarne (2019), ISBN 978-83-954433-3-6
- Tora! Tora! Tora! (2020), ISBN 978-83-66453-08-1
- Cukinie (2021), ISBN 978-83-956993-9-9

### Szkice/proza/proza poetycka
- Kopenhaga (2000)
- Android i anegdota (2007)
- Pomyłka Marcina Lutra (2010), Wydawnictwa Uniwersytetu Warszawskiego
- Gender (2013)
- Blue Pueblo (artbook razem Wojtkiem Wilczykiem – fotografia) (2015)
- Namiestnik (2015)
- Miejsca styku (2018)

### Wybory wierszy
- Pjesme (Alternativni Institut, Mostar, Bośnia i Hercegowina 2002)
- Wybór – wybór wierszy z lat 1980–2000 (Lampa i Iskra Boża, Warszawa 2003)
- Our Flying Objects – selected poems (Equipage, Cambridge UK 2007)
- A Marzipan Factory (Otoliths, Australia 2010)
- Kopenhaga (Zephyr Press, USA 2013)
- Let’s Go Back To The Mainland (Cervena Barva Press, W. Somerville, USA 2014)
- Zero Visibility (Phoneme Media, Los Angeles, USA 2017)
- Hansenovic vana (Weles, Brno, Czechy 2018)
- Pani Sześć Gier. 111 wierszy (Convivo, Warszawa 2019)

### Wiersze zebrane
- Hotelowe koty. Wiersze zebrane z lat 1980–2010 (Biblioteka Rity Baum, Wrocław 2010)

### Arkusze poetyckie
- These Extraordinary People (erbacce-press, Liverpool UK 2008),
- Mercury Project (Toad Press, Claremont USA 2008)
- A Rarity (Cervena Barva Press, W. Somerville USA 2009)

### Dramaty
- Mandarynki (2000)
- Przesilenie (2001)
- Namiestnik (2003)
- Obserwatorzy (2004)
- Wybór dramatów – Hologramy (2006)
- Lodówka (2010)

Traktat
- Nowa kolonia (2007)

### Książki w języku duńskim
- Siesta på Nørrebro (1994)
- Hvis hver fluevinge er talt (1999)
- Kopenhaga (2001)
- Den ny koloni (2003)
- Soul Rebel (2006)
- Digte (2015)
- Cindys vugge (2016)

## Muzyka, performance, wystawy etc.
- w 1995 roku zakłada wraz z Amirem (muzyk/kompozytor pochodzący z Sarajewa, m.in. grupa Esperanto Desperado) oraz Sławkiem Słocińskim (byłym bębniarzem Fornitu, Brygady Kryzys, Madame) grupę SLURP. Koncerty w Kopenhadze (m.in. Kapellet på Assistens Kirkegård) i Musikcafeen w Århus.
- w 2004 roku wraz z pianistką Olgą Magieres tworzy PIANO & POETRY, koncerty w Kopenhadze (m.in. w Jazz Club Loco, Stengade 30)
- udział w kopenhaskich festiwalach: VinterJazz 2005, Copenhagen Jazzfestival (2005), Tel Aviv Tell Copenhagen (2009)
- występował z wieloma znanymi muzykami sceny awangardowo-jazzowej, m.in. Johnem Tchicai, Haroldem Rubinem, Lotte Anker, Martinem Klapperem, Olgą Magieres, Peterem Friis Nielsenem, Stefanem Pasborgiem, P.O. Jørgensem, Mikołajem Trzaską
- uczestnik działań artystycznych kopenhaskiej grupy TOTEM: Vølund (Kopenhaga 1996), “Galopperiet” ved Spiseloppen (Christiania-Kopenhaga 1996), Kunstkorridoren Nådada, Kopenhaga 1997, LB Galleri (Kopenhaga 2013)
- z Maciejem Sinkowskim (‘Bobi Peru’, m.in. twórca i lider zespołu ‘Zgoda’) i Januszem Tyrpakiem (grafika) zrealizował płytę PROJEKT1 (Ars Mundi, Warszawa 2006)
- wystawy (malarstwo / mixed media): Galleri ARTHOUSE (Kopenhaga 1992), Galleri 2112 (Rødovre/Dania 1991-1992), „NORD ART 2007” (Niemcy), Galleri Asbæk – Sommerudstilling (Kopenhaga 2007), Galleri Brantebjerg (Nykøbing Sjælland, Dania 2008), Galleri ZENIT „Controlled Zones” (Kopenhaga 2009), Galleri ZENIT „Ambient” (Kopenhaga 2011), Bury Art Gallery „Wonder Rooms” (Bury, UK 2011), Muzeum Literatury w Warszawie „Program Mercury. Grzegorz Wróblewski. Nowa odsłona” (Warszawa 2014), Hardy Tree Gallery, „zimZalla objects” (Londyn 2014), Centrum Kultury Katowice, Galeria Pusta (Katowice 2014), „A Northern Trail”, Gdańska Galeria Guntera Grassa (Gdańsk 2015), Dom Literatury (Łódź 2015), Bałtycka Galeria Sztuki Współczesnej „Inaczej niż w raju” (Ustka 2017), BWA Katowice „Inaczej niż w raju” (2017)
- współpraca artystyczna z Doris Bloom ‘Bloom/Wroblewski’: DECEMBRISTERNE, Den Frie (Kopenhaga 2007), Blå Time (Kopenhaga 2008), Muzeum Literatury w Warszawie (2019)
- Blue Pueblo, artbook, projekt artystyczny razem z Wojtkiem Wilczykiem (fotografia), Grzegorz Wróblewski (tekst), wystawy: BWA Zielona Góra (2015), MOCAK (2015), Muzeum Literatury w Warszawie (2016), Bałtycka Galeria Sztuki Współczesnej (Ustka 2017), BWA Katowice (2017)
- prowadzi blog Matrix: http://portliteracki.pl/blog/matrix
- Fikcje przestrzeni, Anna Kałuża, Dekada Literacka[2]
- A Marzipan Factory[3]
- A World According to G.W., Jacket2[4]
- Kopenhaga, review by Vincent Francone, Three Percent, University of Rochester http://www.rochester.edu/College/translation/threepercent/index.php?id=9472A
- A Marzipan Factory, review by E.E. Nobbs, Galatea Resurrects #20 https://archive.is/20141013082642/http://galatearesurrection20.blogspot.dk/2013/05/a-marzipan-factory-new-and-selected.html
- Asemic writing. Red: http://thenewpostliterate.blogspot.dk/2017/03/asemic-writing-red-asemic-paintings-by.html